# Some Kind of Trouble
Some Kind of Trouble – trzeci album studyjny brytyjskiego muzyka Jamesa Blunta. Album ukazał się 8 listopada 2010 r. Od października promowany był singlem „Stay the night”. Krążek nagrany został w prywatnym studio Blunta w Los Angeles. Od 2011 Blunt promował nową płytę w trakcie kolejnej trasy koncertowej. Album zadebiutował na 14. miejscu w notowaniu OLiS i uzyskał status złotej płyty w Polsce.

## Lista utworów
1. "Stay the Night" - 3:36
2. "Dangerous" - 3:10
3. "Best Laid Plans" - 3:30
4. "So Far Gone" - 3:34
5. "No Tears" - 3:50
6. "Superstar" - 3:49
7. "These Are the Words" - 3:23
8. "Calling Out Your Name" - 3:24
9. "Heart of Gold" - 3:31
10. "I’ll Be Your Man" - 3:37
11. "If Time Is All I Have" - 3:25
12. "Turn Me On" - 2:29 )
13. "Into the Dark" (Akustycznie) – 2:50

## Edycja rozszerzona
6 grudnia 2011 roku została wydana edycja rozszerzona, zatytułowana Trouble Revisited, która notowana była na 87. pozycji we Francji oraz 47. w Szwajcarii. Do płyty CD dodano cztery bonusowe utwory (dwa remiksy i dwie nowe utwory), natomiast płyta DVD zawiera koncert Jamesa Blunta, który odbył się 23 lipca 2011 roku w Paleo oraz teledyski do singli z trzeciego albumu studyjnego.
Dysk 1 - CD

Sporządzono na podstawie materiału źródłowego.
1. "Stay the Night" - 3:36
2. "Dangerous" - 3:10
3. "Best Laid Plans" - 3:30
4. "So Far Gone" - 3:34
5. "No Tears" - 3:50
6. "Superstar" - 3:49
7. "These Are the Words" - 3:23
8. "Calling Out Your Name" - 3:24
9. "Heart of Gold" - 3:31
10. "I’ll Be Your Man" - 3:37
11. "If Time Is All I Have" - 3:25
12. "Turn Me On" - 2:29
13. Into the Dark – 2:50
14. There She Goes Again – 3:49
15. Stay the Night (Fred Falke Remix) – 3:36
16. Dangerous (Deniz Koyu & Johan Wedel Remix) – 5:11

Dysk 2 - DVD

Live in Paleo:
1. "So Far Gone"
2. "Dangerous"
3. "Billy"
4. "Wisemen"
5. "Carry You Home"
6. "These Are the Words"
7. "I'll Take Everything"
8. "Out of My Mind"
9. "Goodbye My Lover"
10. "High"
11. "Same Mistake"
12. "Turn Me On"
13. "Superstar"
14. "You’re Beautiful"
15. "So Long, Jimmy"
16. "I’ll Be Your Man"
17. "Stay the Night"
18. "1973"

Teledyski:
1. "Stay the Night"
2. "So Far Gone"
3. "If Time Is All I Have"
4. "I’ll Be Your Man"
5. "Dangerous"